# NGC 4257
NGC 4257 est une galaxie spirale située dans la constellation de la Vierge. NGC 4257 a été découverte par l'astronome prussien Heinrich Louis d'Arrest en 1862.

## Caractéristiques
La classe de luminosité de NGC 4257 est I-II.De plus, c'est une galaxie LINER, c'est-à-dire une galaxie dont le noyau présente un spectre d'émission caractérisé par de larges raies d'atomes faiblement ionisés.

### Distance
Sa vitesse par rapport au fond diffus cosmologique est de 3 041 ± 24 km/s, ce qui correspond à une distance de Hubble de 44,9 ± 3,2 Mpc (∼146 millions d'al).

## Amas de la Vierge
Bien que cette galaxie ne figure dans aucun groupe des sources consultées, sa désignation VCC 423 (Virgo Cluster Catalog)) indique que cette galaxie fait partie de l'amas de la Vierge. Mais, à l'instar des galaxies du groupe de NGC 4235, elle est située à la limite lointaine de l'amas de la Vierge,, qui est l'un des amas en compagnie du Groupe local du superamas de la Vierge.